# Distretto di Koléa
Il distretto di Koléa è un distretto della provincia di Tipasa, in Algeria.

## Comuni
Il distretto comprende 3 comuni:
- Koléa
- Chaiba
- Attatba